# 孔貝特峰
46°31′39.4″N 7°12′13.6″E / 46.527611°N 7.203778°E
孔貝特峰（法語：Dent de Combette）是瑞士沃州的山峰，位於該國西南部，屬於伯尔尼山的一部分，海拔高度2,082米，每年平均降雨量1,395毫米。

## 外部連結

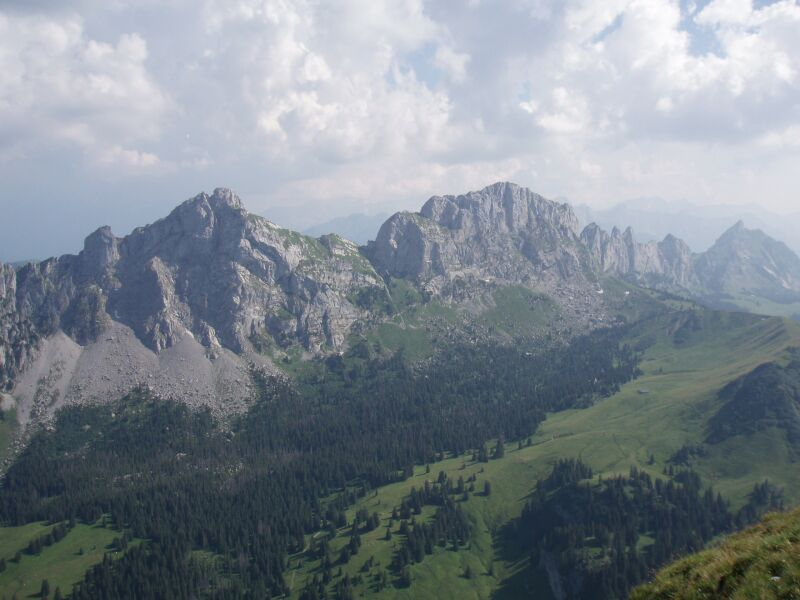

- Dent de Combette on Hikr （页面存档备份，存于）
- Rochers des Rayes on Hikr （页面存档备份，存于）